# Wydma biała

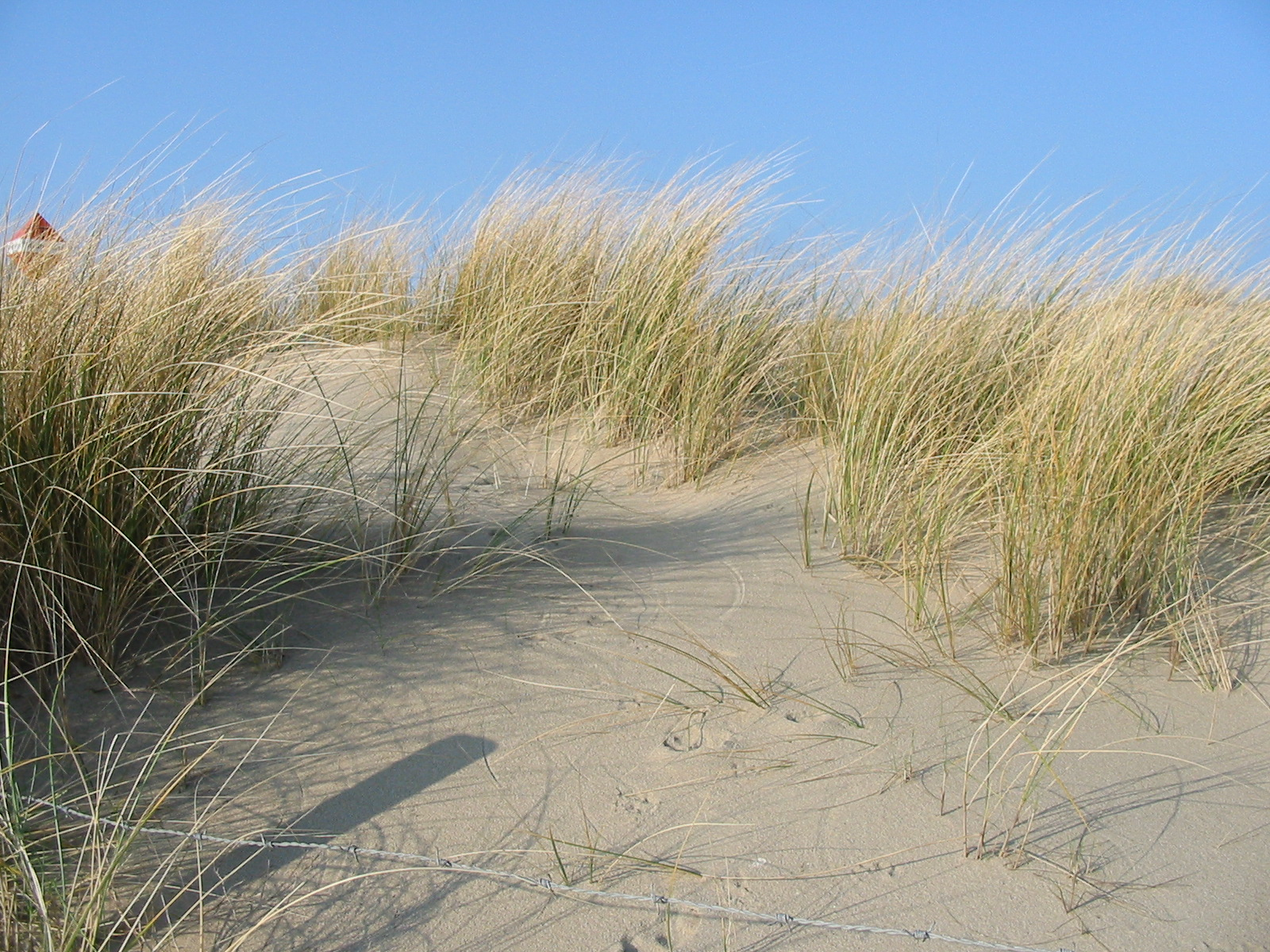
Wydma biała w Holandii

Wydma biała – rodzaj wydmy nadmorskiej, ruchoma, w pierwszych stadiach stabilizowania pokryta ubogą roślinnością, bez wyraźnych procesów glebotwórczych. Ze względu na stabilizującą rolę systemów kłączowo-korzeniowych zasiedlających ją roślin, części zewnętrzne są wolniej przesypywane przez wiatr niż część centralna, więc powstaje forma wydmy parabolicznej.
W układzie przestrzennym oraz ciągu sukcesyjnym wydmy białe zajmują miejsce pomiędzy wydmami pierwotnymi lub strefą działania fal a częściowo utrwalonymi wydmami szarymi. Wydmy białe nazwę biorą od dużej zawartości piasku kwarcowego pozbawionego substancji próchniczych. Częściowo pokryte są ubogimi i słabo zwartymi zbiorowiskami roślinnymi z klasy Ammophiletea (w Polsce jest to zbiorowisko Elymo-Ammophiletum arenariae). Brak drzew i krzewów (z wyjątkiem sztucznych nasadzeń) oraz warstwy porostowo-mszystej. Zasiedlające wydmę białą gatunki mają właściwości psammofityczne (piętrowy wzrost pędów, zdolność przetrwania zasypywania i odwiewania), a odległość od morza jest na tyle duża, że zasolenie podłoża jest stosunkowo niskie. Głównymi gatunkami zasiedlającymi wydmę białą są piaskownica zwyczajna (Ammophila arenaria) oraz (nieco rzadziej) wydmuchrzyca piaskowa (Elymus arenarius). W miejscach o słabszej działalności wiatru mogą utrzymać się inne gatunki, np. kostrzewa czerwona piaskowa (Festuca rubra ssp. arenaria), groszek nadmorski (Lathyrus japonicus ssp. maritimus), lnica wonna (Linaria odora), szczotlicha siwa (Corynephorus canescens), turzyca piaskowa (Carex arenaria), bylica polna nadmorska (Artemisia campestris var. sericea), jastrzębiec baldaszkowaty wydmowy (Hieracium umbellatum var. linariifolium), a także gatunki związane ze zbiorowiskami kidzinowymi – mikołajek nadmorski (Eryngium maritimum) i rukwiel nadmorska (Cakile maritima).
W sukcesji związanej z osłabieniem  procesów eolicznych wydma biała może przekształcić się w wydmę szarą, unieruchamiając się, porastając bardziej zwartą roślinnością i ulegając procesom glebotwórczym.

## Zagrożenia i ochrona
Ze względu na ochronę wybrzeża przed procesami abrazyjnymi i eolicznymi wydmy szare są często stabilizowane przez nasadzenia drzew i krzewów, często obcych (kosodrzewina, róża pomarszczona, wierzba wawrzynkowa, sosna czarna, sosna wejmutka) oraz utrwalanie faszyną, co zmienia nie tylko skład gatunkowy, ale także warunki edaficzne i zaburza ciąg sukcesyjny.
Zespół na potrzeby inwentaryzacji obszarów Natura 2000 oznaczony jako siedlisko przyrodnicze nr 2120 (nadmorskie wydmy białe z zespołem Elymo-Ammophiletum arenariae – piaskownicy zwyczajnej i wydmuchrzycy piaskowej).